# Landhaus (Kempten)

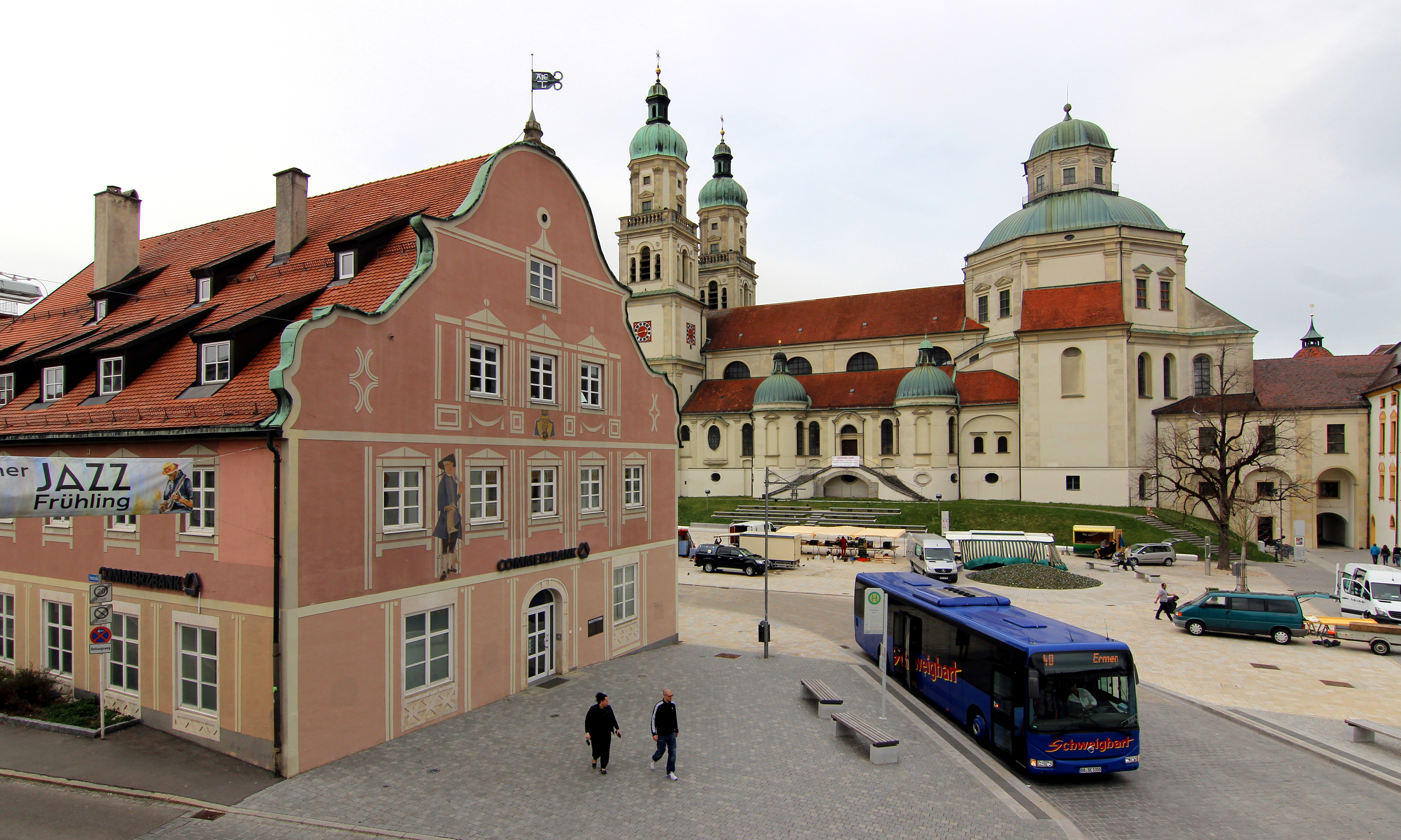
Das Landhaus in Kempten, dahinter die Basilika St. Lorenz

Das Landhaus in Kempten (Allgäu) ist ein in der Nähe von der St.-Lorenz-Kirche befindliches, denkmalgeschütztes Bauwerk, das im Jahr 1732 als Haus der stiftischen Landstände erbaut wurde. Davor diente das heute als Lazarett bezeichnete Gebäude in der Hohen Gasse diesem Zweck.
Das Landhaus mit der Anschrift Residenzplatz 33 ist zweigeschossig und hat einen geschwungenen Giebel. Am westlichen Ende des Obergeschosses ist ein spiegelgewölbter Saal mit drei Fensterachsen. Verziert wird der Raum durch Stuck, der Laub- und Bandelwerk darstellt. Es wird vermutet, dass Abraham Bader der Gestalter ist. Das Gebäude wird heute von einer Filiale der Commerzbank genutzt. Schräg gegenüber südlich befindet sich das Zumsteinhaus mit dem 2019 eröffneten Kempten-Museum.
Hinter dem Hauptgebäude des Landhauses schließt ein zweigeschossiges Gebäude mit Satteldach an, in dessen Obergeschoss der ehemalige Sitzungssaal, der sogenannte Landhaussaal ist. Dieser Anbau wurde zusammen mit dem Hauptgebäude um 1732 errichtet. Im Landhaussaal traf sich die Altkatholische Gemeinde Kemptens ab 1870. Einen Nebenraum hatte die Jüdische Gemeinde seit 1875 als Betraum angemietet.